# Portrait d'une jeune fille
Portrait d'une jeune fille (ou Portrait d'une jeune femme), est un des derniers tableaux du peintre primitif flamand Petrus Christus. Il est actuellement exposé au Gemäldegalerie, de Berlin (Allemagne). Huile sur panneau réalisée après 1460, plus probablement vers 1470, ce petit portrait marque une évolution stylistique aussi bien dans l’œuvre de Petrus Christus que dans les portraits de l'école flamande. Le personnage n'est plus représenté sur un fond plat de couleur neutre, mais est désormais représenté dans un décor en trois dimensions, avec une mise en scène réaliste. Elle semble se tenir quelque peu en retrait avec son regard réservé. Le Portrait d'une jeune fille s'inscrit dans la lignée des portraits réalisés par Robert Campin et Rogier van der Weyden, et influença par la suite bon nombre d'artistes. L'expression sournoise de la jeune enfant est accentuée par le fait de ses yeux ne sont pas tout à fait alignés. 
Il est acquis par la famille de Médicis et mentionné dans leur inventaire comme étant « un petit panneau peint avec la tête d'une dame française, coloriée à l'huile, le travail de Pietro Cresci de Bruges ». Ces archives ne font pas mention de l'identité de la jeune fille, indiquant que l'acquisition de ce tableau avait été davantage motivée par son intérêt esthétique que pour sa valeur historique. Il rejoint la collection royale prussienne en 1821, date à laquelle il est acquis auprès d'Edward Solly.

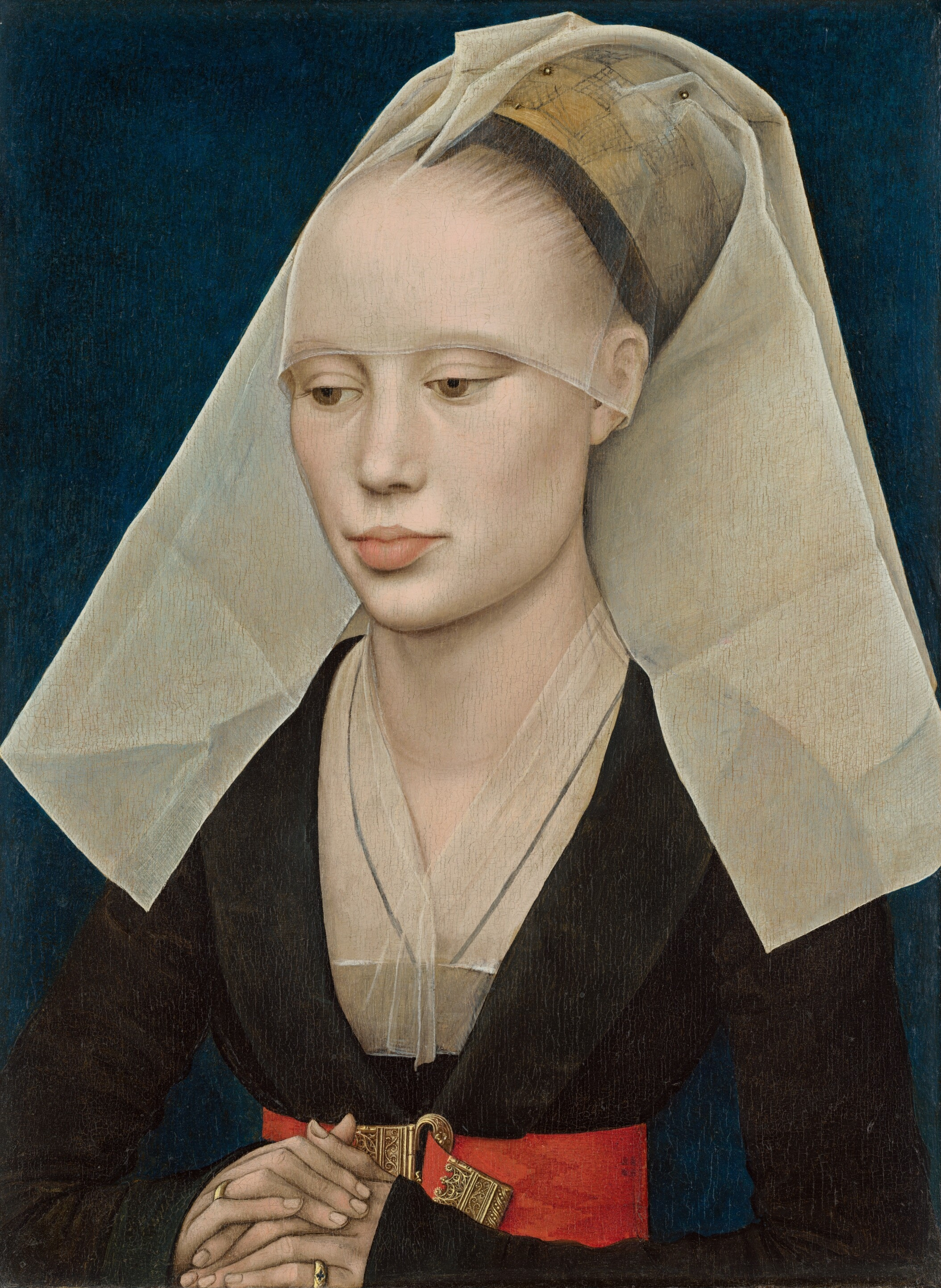
Rogier van der Weyden, Portrait d'une jeune femme, v. 1460,, National Gallery of Art, Washington, D.C..

Ce tableau représente le buste d'une femme au teint de porcelaine, avec des yeux en amande qui lui confèrent un air oriental et une bouche pétulante. Il est possible que ce portrait soit celui d'un membre de la famille anglaise Talbot, soit Anne soit Margaret Talbot, filles de John Talbot, 2e comte de Shrewsbury (qui était déjà mort au moment de la réalisation du portrait). On sait que les parents du modèle se sont mariés entre 1444 et 1445, permettant ainsi de déterminer que la jeune fille a entre 10 et 20 ans. Elle a pu se rendre à Bruges pour assister au somptueux mariage de Marguerite d'York, sœur du roi Édouard IV d'Angleterre, avec Charles le Téméraire, duc de Bourgogne, en 1468.  

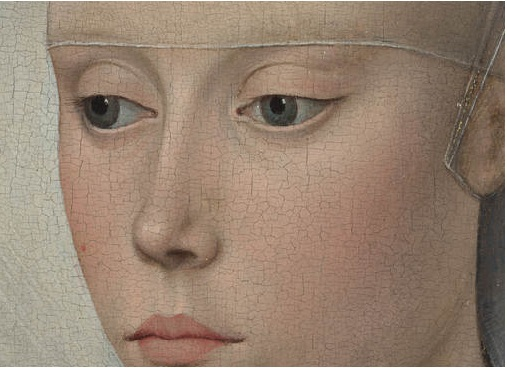
Détail du Portrait d'une femme attribué à l'atelier de van der Weyden, Londres

La jeune fille porte des habits élégants et des bijoux d'une élégance rare. Le cadrage du tableau est centré sur la tête de la jeune fille et son expression faciale, il examine la relation entre l'artiste, le modèle, le donateur et le spectateur. Petrus Christus représente la jeune fille jetant un regard oblique en dehors du cadre, d'une manière consciente que certains critiques et historiens d'art trouvent troublante. 
Le critique d'art Joel Upton la décrit comme « une perle polie, presque opalescente, reposant sur un coussin de velours noir. »
Christus représente la jeune fille d'une manière presque architecturale, à la fois rigide et équilibrée. Elle est placée dans un espace triangulaire restreint. 
Le mur derrière elle est, en grande partie plat, même si l'image est divisée par l'angle droit rejoignant le triangle inversé formé par sa robe, et la ligne horizontale qui passe au niveau de son cou. Le rendu de l'arrière-plan s'écarte quelque peu des conventions régissant alors les portraits ; Christus représente la jeune fille dos au mur. Ici, le modèle est placé dans un intérieur reconnaissable, assez réaliste pour l'intérieur de n'importe quelle maison.
Elle est éclairée par la gauche et jette une ombre sombre, mais courbée sur le mur à sa droite qui agit comme un contrepoint au contour de sa joue. La courbe de l'attache de son couvre-chef fait écho à la courbe de son cou et de son collier. Ce genre de chapeau est  une variation du hennin, alors à la mode à la Cour de Bourgogne. Un chapeau au style très semblable, sans l'attache, est peint sur la plus âgée des deux jeunes filles élégantes qui apparaissent dans le portrait de donateurs intitulé Présentation du Christ, attribué au maître de l'Adoration des Mages du Prado, un élève de van der Weyden, exposé à la National Gallery of Art de Washington L'attache noire qui passe sous le menton de la jeune fille, est rare dans les autres peintures de cette période, et a été interprété comme étant un emprunt au chaperon, couvre-chef masculin, qui avaient une longue cornette, qui était parfois rabattue sous le cou de cette façon-là.

## Sources et bibliographie
- (en) Gemäldegalerie, Berlin, Prestel Museum Guide, 1998, Prestel Verlag,  (ISBN 3-7913-1912-4)
- (en) Stephan Kemperdick, The Early Portrait, from the Collection of the Prince of Liechtenstein and the Kunstmuseum Basel. Munich: Prestel, 2006,  (ISBN 3-7913-3598-7)
- (en) Robert Suckale, Gothic, Taschen.  (ISBN 3-8228-5292-9).
- (en) Joel Morgan Upton, Petrus Christus : his place in Fifteenth-Century Flemish painting, Pennsylvania State University Press, 1989,  (ISBN 0-271-00672-2)
- (en) Baron Joseph van der Elst, The Last Flowering of the Middle Ages, Kessinger Publishing, 2005,  (ISBN 1-4191-3806-5)